# 義淵
義淵（ぎえん・ぎいん、皇極天皇2年（643年） - 神亀5年10月20日（728年11月25日））は、奈良時代の法相宗の僧。『続日本紀』によると俗姓は市往氏であるが、『扶桑略記』では大和国高市郡の出身で俗姓を阿刀氏とする。

## 人物
『扶桑略記』や『東大寺要録』では、父母が長年観音菩薩に祈願して授かった子で、天武天皇により皇子とともに岡本宮で養育されたという。出家して元興寺に入り唯識・法相を修め、龍蓋寺（岡寺）、龍門寺などの5ヶ龍寺を創建した。文武天皇3年（699年）、学行褒賞で稲1万束を賜り、大宝3年（703年）に僧正に任じられた。元正・聖武両天皇の下で内裏に供奉した。『続日本紀』には、先代からの行いを称され727年（神亀4年）に岡連の姓を賜り兄弟に仕えることを許された、とある。
『三国仏法伝通縁起』によれば、弟子に玄昉・行基・隆尊・良弁などがおり、道慈・道鏡なども義淵の門下であったという。
伝説的逸話として、醍醐寺本『諸寺縁起集』薬師寺縁起によれば、憤怒のあまり悪龍と変じた大津皇子を義淵と修円が調伏し、皇子のために龍峯寺を建立したとある。義淵の龍調伏伝説は龍に変じた人物が草壁皇子に変じたものなど異伝が多いが、龍門寺など龍の名を冠する寺の縁起譚として共有され、平安時代には説話として広く伝搬していた。